# Rebolledo de la Inera
Rebolledo de la Inera es una localidad y también una pedanía del municipio de Pomar de Valdivia en la provincia de Palencia, en la comunidad autónoma de Castilla y León, España. 

## Geografía
La pequeña localidad se ubica en la comarca de la Valdivia, a unos 6 kilómetros al este de Aguilar de Campoo y cerca del límite provincial con Burgos, se accede desde la carretera nacional N-627, entre las localidades de Renedo de la Inera y Báscones de Valdivia.

## Demografía
Evolución de la población en el siglo XXI
| Gráfica de evolución demográfica de Rebolledo de la Inera entre 2000 y 2022 |
|                                                                             |
| Población de derecho (2000-2022) según el padrón municipal del INE          |

## Historia
Desde la Edad Media hasta el siglo XVIII estuvo integrada dentro de la Merindad Menor de Aguilar de Campoo. El Libro Becerro de las Behetrías nos aporta su antiguo nombre: Rebolledo de la Henera y dice que 

"este logar es aldea de Aguilar e que es de don Tello e que es yermo e que non mora y sinon vn clerigo que paga al Rey moneda e que quando era poblado que dauan cada anno de martiniga al dicho don Tello XXIII maravedis e que pagauan moneda e serviçios e fonsadera mas que nunca pagaron yantar".

A la caída del Antiguo Régimen la localidad se constituye en municipio constitucional, conocido entonces como Revolledo de la Inera que en el censo de 1842 contaba con 4 hogares y 21 vecinos, para posteriormente integrarse en Villarén de Valdivia.

## Patrimonio
- Iglesia de San Miguel: Su iglesia parroquial católica está dedicada a San Miguel y se sitúa a las afueras del pueblo,[6] en el año 1993 fue declarada Bien de Interés Cultural. Su inclusión en el conjunto denominado como Románico Norte ha motivado una completa restauración integral, llevada a cabo en el año 2008.